# Все красиво
«Все красиво» — четвертий студійний альбом українського рок-гурту «Антитіла», виданий 2015 року лейблом Comp Music.

## Музиканти
1. Тарас Тополя — вокал
2. Сергій Вусик — клавіші
3. Микита Астраханцев — бас-гітара
4. Денис Швець — ударні
5. Микита Чухрієнко — гітара

## Композиції
| #   | Назва                                                | Тривалість |
| --- | ---------------------------------------------------- | ---------- |
| 1.  | «Все красиво»                                        | 3:39       |
| 2.  | «Хороша пісня»                                       | 3:35       |
| 3.  | «Дій»                                                | 3:10       |
| 4.  | «Мені тебе мало»                                     | 4:05       |
| 5.  | «Лампа»                                              | 3:40       |
| 6.  | «Ярмо»                                               | 4:14       |
| 7.  | «У книжках»                                          | 3:57       |
| 8.  | «Молоком»                                            | 3:57       |
| 9.  | «Завжди моя»                                         | 3:50       |
| 10. | «Все красиво» (Dj Konstantin Ozeroff & Dj Sky Remix) | 3:08       |